# Fuerstia bartsioides
Fuerstia bartsioides là một loài thực vật có hoa trong họ Hoa môi. Loài này được (Baker) G.Taylor mô tả khoa học đầu tiên năm 1932.